# سعد الخثلان
سعد بن تركي بن محمد آل خثلان السبيعي فقيه سعودي وأستاذ جامعي وعضو في هيئة كبار العلماء سابقًا، ولد بمحافظة الحريق.

## السيرة الدراسية
اجتاز جميع المراحل الدراسية بتقدير ممتاز، وكان الأول على زملائه، وحفظ القرآن وهو صغير، والتحق بكلية الشريعة بجامعة الإمام محمد بن سعود الإسلامية بالرياض، وحصل على درجة البكالوريوس وكان الأول على الدفعة فاختير معيدًا في قسم الفقه بالكلية.
حصل على شهادة الماجستير (بتقدير ممتاز) وكان عنوان الرسالة: (أحكام اللباس المتعلقة بالصلاة والحج).
حصل على شهادة الدكتوراة (مع مرتبة الشرف الأولى) وكان عنوان الرسالة: (أحكام الأوراق التجارية في الفقه الإسلامي).
ترقى إلى رتبة (أستاذ مشارك) ثم إلى رتبة أستاذ (بروفيسور) في قسم الفقه في كلية الشريعة.
قام بالإشراف والمناقشة للعديد من رسائل الماجستير والدكتوراة
تتلمذ على عدد من علماء الدين من أبرزهم:
- الشيخ عبد العزيز بن عبد الله بن باز
- والشيخ عبد الله بن حسن بن قعود. [2]

## السيرة العملية
- عضو في هيئة كبار العلماء بأمر ملكي بتاريخ 1434/3/3 هـ [3]
- يعمل الآن ( أستاذ) في قسم الفقه في كلية الشريعة بجامعة الإمام محمد بن سعود الإسلامية.
- مستشار- غير متفرغ- في وزارة الشؤون الإسلامية والدعوة والإرشاد.
- رئيس مجلس إدارة الجمعية الفقهية السعودية.
- رئيس تحرير مجلة الجمعية الفقهية السعودية.
- عضو في الهيئة العالمية للاقتصاد والتمويل.
- عضو في الأسرة الوطنية لمناهج المواد الشرعية بوزارة التربية والتعليم (وزارة التعليم حاليًا).
- خطيب جامع الحكمة بمدينة الرياض.

## النتاج العلمي
صدر له عدة مؤلفات:
- (أحكام اللباس المتعلقة بالصلاة والحج).
- (أحكام الأوراق التجارية في الفقه الإسلامي).
- رسالة بعنوان: (الإسبال في اللباس وأحكامه).
- رسالة بعنوان: (اشتمال الصماء والسدل في الصلاة).
- (الوجيز في عقود الاستيثاق والارتفاق).
- (أعمال القلوب).
- (فقه المعاملات المالية المعاصرة).
- (السلسبيل في شرح الدليل).
- (تسهيل حساب الفرائض).
- (لطائف الفوائد)
- له مشاركات متنوعة في وسائل الإعلام المتنوعة من الإذاعات والقنوات الفضائية، وفي بعض الصحف والمجلات.
- له مشاركات في المحاضرات والدروس الدينية والدورات العلمية، والمجامع الفقهية، والندوات المتخصصة.

## وصلات خارجية
- صفحة الشيخ على موقع طريق الإسلام